# Fontaine-au-Bois
Fontaine-au-Bois és un municipi francès, situat a la regió dels Alts de França, al departament del Nord. L'any 2006 tenia 649 habitants.

## Demografia
| 1962                                       | 1968 | 1975 | 1982 | 1990 | 1999 |
| ------------------------------------------ | ---- | ---- | ---- | ---- | ---- |
| 588                                        | 602  | 658  | 640  | 658  | 654  |
| Des de 1962: població sense dobles comptes |      |      |      |      |      |

## Administració
| Període | Identitat           | Partit |
| ------- | ------------------- | ------ |
| 2001-   | Jean-Pierre Abraham |        |